# 大本德 (加利福尼亞州普萊瑟縣)
大本德（英語：Big Bend）是位於美國加利福尼亞州普萊瑟縣的一個非建制地區。該地的面積和人口皆未知。

## 地理
大本德的座標為39°12′47″N 120°46′52″W / 39.21306°N 120.78111°W，而該地的平均海拔高度為1186米（即3891英尺）。